# Sepp Dostthaler
Josef Dostthaler –conocido como Sepp Dostthaler– (Brannenburg, 9 de enero de 1965) es un deportista alemán que compitió en bobsleigh en la modalidad doble.
Ganó cinco medallas en el Campeonato Europeo de Bobsleigh entre los años 1992 y 1999.

## Palmarés internacional
| Campeonato Europeo | Campeonato Europeo    | Campeonato Europeo | Campeonato Europeo |
| Año                | Lugar                 | Medalla            | Prueba             |
| ------------------ | --------------------- | ------------------ | ------------------ |
| 1992               | Königssee (Alemania)  | Medalla de bronce  | Doble              |
| 1993               | Sankt Moritz (Suiza)  | Medalla de bronce  | Doble              |
| 1996               | Sankt Moritz (Suiza)  | Medalla de bronce  | Doble              |
| 1997               | Königssee (Alemania)  | Medalla de plata   | Doble              |
| 1999               | Winterberg (Alemania) | Medalla de bronce  | Doble              |